# Lamprologus speciosus
Lamprologus speciosus – endemiczny gatunek słodkowodnej ryby z rodziny pielęgnicowatych (Cichlidae). Hodowany w akwariach.

## Występowanie
Piaszczysty litoral w południowo-zachodniej części jeziora Tanganika we wschodniej Afryce (Demokratyczna Republika Konga), na głębokości od 3 do 60 m.

## Opis
Ciało wydłużone, lekko bocznie spłaszczone o różnorodnym ubarwieniu. Osiągają ok. 5 cm długości. Rozróżnianie płci trudne, słabo uwidocznione.
Ryby terytorialne, agresywne (agresja wewnątrzgatunkowa). Same dobierają się w pary. Za swoją kryjówkę i miejsce rozrodu obierają pustą muszlę ślimaka. Samica składa w muszli do kilkunastu ziaren ikry. Larwy wykluwają się po ok. 2–3 dniach, a po kolejnych 6–7 dniach narybek rozpoczyna samodzielne żerowanie. Ikrą i narybkiem opiekuje się samica.

## Warunki w akwarium
| Zalecane warunki w akwarium | Zalecane warunki w akwarium                                     |
| --------------------------- | --------------------------------------------------------------- |
| Zbiornik                    | minimum 60 cm dla jednej pary, piaszczyste dno, muszle ślimaków |
| Temperatura wody            | 25–28 °C                                                        |
| Twardość wody               | twarda 8–25°n                                                   |
| Skala pH                    | 7,5–8,5                                                         |
| Pokarm                      | drobny żywy, mrożony i suchy                                    |